# Serie B (pallanuoto maschile)
La Serie B è la terza divisione del campionato italiano maschile di pallanuoto, organizzato dalla Federazione Italiana Nuoto (FIN).

## Formula
Al torneo partecipano 40 squadre, che vengono suddivise in quattro gironi composti da dieci squadre. Al termine della regular season le prime quattro classificate di ogni girone partecipano alla fase dei play-off, da cui emergono quattro vincitori che ottengono la promozione in Serie A2. Le squadre classificate al decimo posto di ogni girone retrocedono direttamente e vengono raggiunte dalle squadre sconfitte nei play-out, a cui partecipano le ottave e le none classificate, per un totale di otto retrocessioni in Serie C.

## Organico 2023-2024

### Girone 1
- Aquatica Torino
- CUS Milano
- Fondazione Bentegodi
- Nuoto Club Monza
- Bergamo
- Pallanuoto Vicenza
- Piacenza Palanuoto 2018
- Imperia
- Metanopoli
- Waterpolo Novara

### Girone 2
- G.S. Aragno
- Lerici Sport
- Libertas R.N. Perugia
- Livorno Aquatics
- Civitavecchia
- Osimo Pirates
- Pallanuoto Tolentino
- Rapallo
- San Giorgio Waterpolo
- Locatelli Genova

### Girone 3
- Aquademia
- Lazio Waterpolo
- Club Aquatico Pescara
- Libertas Roma Eur Pallanuoto
- Pescara
- Roma Vis Nova
- Roma 2020
- SIS Roma
- Villa York S.C.
- Bari

### Girone 4
- Basilicata Nuoto 2000
- Cesport Italia
- CUS Palermo
- Nuoto 2000 Napoli
- Ortigia
- CN Salerno
- Muri Antichi
- San Mauro Nuoto
- Unime
- Waterpolo Napoli Lions

## Albo d'oro
Elenco delle squadre della terza divisione del campionato italiano maschile di pallanuoto promosse in serie A2 dalla stagione 2003-2004 ad oggi.
| Stagione  | Vincitrici                                                                 |
| 2003-2004 | - Bergamo - Lavagna '90 - Ausilia Latina - Volturno                        |
| 2004-2005 | - Fiorentina - Sport Management - Anzio - Acicastello                      |
| 2005-2006 | - Imperia - Modena - Acilia - Acquachiara                                  |
| 2006-2007 | - Mameli - Torino '81 - Roma Vis Nova - Vela Ancona                        |
| 2007-2008 | - Arenzano - Bergamo - R.N. Roma - Messina                                 |
| 2008-2009 | - Vigevano - Brescia - Pescara - Muri Antichi                              |
| 2009-2010 | - Fiorentina - Arenzano - Promogest - Payton Bari                          |
| 2010-2011 | - Sport Management - Como - Olympic Roma - Simply Pescara                  |
| 2011-2012 | - Lavagna '90 - Andrea Doria - Anzio - Basilicata 2000                     |
| 2012-2013 | - Sport Management - Rapallo - Roma Nuoto - RN Latina                      |
| 2013-2014 | - Plebiscito Padova - Arenzano - RN Arechi - 7 Scogli                      |
| 2014-2015 | - Bergamo - Wasken Boys Lodi - Crocera Stadium - Aqavion Napoli            |
| 2015-2016 | - Brescia Waterpolo - Vela Ancona - Latina Pallanuoto - Waterpolo Bari     |
| 2016-2017 | - Como Nuoto - Arenzano - Pescara - Cesport Italia                         |
| 2017-2018 | - Sturla - Brescia Waterpolo - Rari Nantes L. Auditore Crotone - Cus UniMe |
| 2018-2019 | - SC Tuscolano - Arenzano - Zero9 Roma - Metanopoli                        |
| 2020-2021 | - Imperia - Frosinone - CUS Palermo - President Bologna                    |
| 2021-2022 | - Pescara - Ischia - Plebiscito Padova - Chiavari                          |
| 2022-2023 | - Carrara - Delta Roma - Arechi - Crotone                                  |
| 2023-2024 | - Muri Antichi - Metanopoli - Napoli Lions - Piacenza                      |